# Lars Kindlimann
Lars Kindlimann (* 28. November 2000) ist ein Schweizer Skispringer.

## Werdegang
Kindlimann, der für den SC am Bachtel startet, gab sein internationales Debüt als amtierender Schweizer U16-Meister im Rahmen der Nordischen Skispiele der OPA 2014 im französischen Gérardmer, konnte dabei allerdings nur zwei Athleten hinter sich lassen. Auch in den folgenden Jahren, in denen er hauptsächlich im Alpencup an den Start ging, reichte es meist nur für die hinteren Ränge. Bei den Nordischen Junioren-Skiweltmeisterschaften 2018 in Kandersteg belegte er seinen vorherigen Leistungen entsprechend den 48. Platz und wurde darüber hinaus mit dem Team Zehnter. Ein Jahr später bei den Nordischen Junioren-Skiweltmeisterschaften 2019 in Lahti konnte er sich im Einzel nur leicht auf Rang 41 sowie mit dem Team auf den neunten Platz verbessern.
In den Sommer 2019 startete Kindlimann mit zwei elften Plätzen im FIS Cup in Szczyrk, ehe er im kasachischen Schtschutschinsk am 13. Juli sein Continental-Cup-Debüt gab. Dabei erreichte er den 25. Platz und gewann somit auf Anhieb seine ersten Punkte in dieser zweitklassigen Wettkampfserie. Zum Sommer-Abschluss verteidigte Kindlimann gemeinsam mit Dominik Peter, Yanick Wasser und Andreas Schuler bei den Schweizer Meisterschaften in Chaux-Neuve seinen Meistertitel im Team. Den Junioren-Wettkampf schloss er als Dritter hinter Sandro Hauswirth und Dominik Peter ab. Nachdem sich Kindlimann im Winter vorrangig im Alpencup der internationalen Konkurrenz gestellt hatte, reiste er Anfang März 2020 erneut zu den Nordischen Junioren-Skiweltmeisterschaften, die dieses Mal in Oberwiesenthal stattfanden. In einem schwierigen, vom Wind beeinflussten Springen belegte er auf der Normalschanze einen starken elften sowie mit dem Team den achten Platz.

## Persönliches
Lars ist der Sohn des ehemaligen Schweizer Skispringers Thomas Kindlimann sowie der Bruder der ebenfalls aktiven Spezialspringerin Rea Kindlimann (* 2002). Kindlimann ging auf die Sekundarschule für Kunst- und Sporttalente in Uster, ehe er die United School of Sports in Zürich besuchte.

## Statistik

### Continental-Cup-Platzierungen
| Saison  | Sommer | Sommer | Winter | Winter | Gesamt | Gesamt |
| Saison  | Platz  | Punkte | Platz  | Punkte | Platz  | Punkte |
| ------- | ------ | ------ | ------ | ------ | ------ | ------ |
| 2019/20 | 112.   | 06     | –      | –      | 150.   | 06     |